# Live at Budokan (album d'Ozzy Osbourne)
Pour les articles homonymes, voir Live at Budokan.
Albums de Ozzy Osbourne
Down to Earth
(2001) The Essential Ozzy Osbourne
(2003)
Live at Budokan est un album d'Ozzy Osbourne enregistré en spectacle et sorti le 25 juin 2002 sur le label d'Epic Records. Cet album fut enregistré au Japon dans la salle Budokan de Tokyo le 15 février 2002.

## Liste des titres
- "I Don't Know" (Ozzy Osbourne, Randy Rhoads, Bob Daisley) – 5:51
- "That I Never Had" (Osbourne, Joe Holmes, Robert Trujillo, Marti Frederiksen) – 4:12
- "Believer" (Osbourne, Rhoads, Daisley, Lee Kerslake) – 4:56
- "Junkie" (Osbourne, Holmes, Trujillo, Frederiksen) – 4:16
- "Mr. Crowley" (Osbourne, Rhoads, Daisley) – 6:44
- "Gets Me Through" (Osbourne, Tim Palmer) – 4:15
- "No More Tears" - (Osbourne, Zakk Wylde, Mike Inez, Randy Castillo, John Purdell) – 7:13
- "I Don't Want to Change the World" - (Osbourne, Wylde, Castillo, Lemmy Kilmister) – 4:14
- "Road to Nowhere" - (Osbourne, Wylde, Castillo) – 5:52
- "Crazy Train" - (Osbourne, Rhoads, Daisley) – 5:56
- "Mama, I'm Coming Home" - (Osbourne, Wylde, Lemmy) – 4:37

- Rappel :
- "Bark at the Moon" - (Osbourne, Jake E. Lee, Daisley) – 4:29
- "Paranoid" - (Osbourne, Tony Iommi, Geezer Butler, Bill Ward) – 3:49

## DVD
- "I Don't Know"
- "That I Never Had"
- "Believer"
- "Junkie"
- "Mr. Crowley"
- "Gets Me Through"
- "Suicide Solution" - (Osbourne, Rhoads, Daisley)
- "No More Tears"
- "I Don't Want to Change the World"
- "Road to Nowhere"
- "Crazy Train"
- "Mama, I'm Coming Home"

- Rappel :
- "Bark at the Moon"
- "Paranoid" - (Osbourne, Tony Iommi, Geezer Butler, Bill Ward)

## Personnel
- Ozzy Osbourne – chant
- Zakk Wylde – guitare
- Robert Trujillo – basse
- Mike Bordin – batterie
- John Sinclair – claviers